# Невыносимая тяжесть огромного таланта
«Невыносимая тяжесть огромного таланта» (англ. The Unbearable Weight of Massive Talent) — американский комедийный боевик, снятый режиссёром Томом Гормикэном по сценарию Гормикэна и Кевина Эттена. В фильме снимались Николас Кейдж, играющий самого себя, Педро Паскаль, Шэрон Хорган, Айк Баринхолц, Алессандра Мастронарди, Джейкоб Скипио, Нил Патрик Харрис и Тиффани Хэддиш.
Премьера картины состоялась 12 марта 2022 года на кинофестивале South by Southwest. В широкий прокат фильм выпущен 22 апреля компанией Lionsgate.

## Сюжет
Карьера голливудского актёра Николаса Кейджа складывается не лучшим образом. Из-за этого его постоянно донимает «Ники» — более молодая и успешная версия его самого из прошлого. К тому же у Кейджа проблемы в отношениях с бывшей женой Оливией и дочерью Эдди. Он решает уйти из кино и соглашается ради денег поехать на Майорку, чтобы присутствовать на дне рождения местного миллиардера Хави Гутьерреса.
Сначала Кейдж хочет быстрее отделаться от Хави, но постепенно проникается симпатией к нему. Агенты ЦРУ Вивиан и Мартин рассказывают Кейджу, что Хави разбогател на торговле оружием и стоит за похищением Марии, дочери местного политика; актёр соглашается помочь ЦРУ, хотя и сомневается в достоверности услышанного. Чтобы задержаться в особняке миллиардера, он объявляет, что хочет написать вместе с Хави сценарий совместного фильма. Кейдж проникает в комнату, в которой, по мнению ЦРУ, может удерживаться захваченная девушка,и обнаруживает, что это музей имени его самого. 
В ЦРУ предлагают Кейджу ввести в сценарий сюжетную линию с похищением девушки. Хави эта линия не нравится: он начинает видеть здесь связь с семейными проблемами Кейджа. Хави привозит на Майорку Оливию и Эдди, чтобы всё уладить. Его двоюродный брат Лукас, который оказывается торговцем оружием и похитителем Марии, предупреждает его, что Кейдж работает на ЦРУ; Кейджу, в свою очередь, агенты сообщают, что он раскрыт.
Хави и Кейдж понимают, что не могут навредить друг другу, и поэтому объединяются против Лукаса, тем более что тот похитил ещё и дочь Кейджа. Агенты ЦРУ погибают от рук людей Лукаса. Кейдж проникает в укреплённую резиденцию Лукаса под видом старого мафиози, спасает и свою дочь, и Марию, и скрывается в американском посольстве. Герои пишут сценарий по мотивам своих приключений, премьера их фильма проходит в Голливуде. В финале Кейдж находит общий язык со своей семьёй.

## В ролях
- Николас Кейдж — Николас Кейдж
- Педро Паскаль — Хави Гутьеррес
- Шэрон Хорган — Оливия Хэнсон
- Лили Шин — Эдди Кейдж
- Тиффани Хэддиш — Вивиан
- Айк Баринхолц — Мартин
- Пако Леон — Лукас Гутьеррес
- Алессандра Мастронарди — Габриэла
- Нил Патрик Харрис — Ричард Финк
- Джейкоб Скипио — Карлос
- Катрин Ванкова — Мария
- Дэвид Гордон Грин — режиссёр
- Деми Мур — Деми Мур в роли Оливии
- Анна Макдональд — Анна Макдональд в роли Эдди

## Создание и оценки
15 ноября 2019 года стало известно, что компания Lionsgate купила сценарий Тома Гормикэна и Кевина Эттена. Гормикэн стал режиссёром фильма, а Эттен — продюсером вместе с Николасом Кейджем и другими. Тогда же появилась информация о том, что Кейдж сыграет в картине вымышленную версию самого себя. В августе 2020 года было объявлено, что Педро Паскаль ведёт переговоры об участии в проекте в роли Хави, поклонника Кейджа, который является не тем, кем кажется. В сентябре 2020 года к актёрскому составу присоединились Шэрон Хорган и Тиффани Хэддиш, в октябре — Лили Шин, в ноябре — Нил Патрик Харрис.
Съёмки начались 5 октября 2020 года в Хорватии и проходили в том числе в Дубровнике. Музыку к фильму написал Марк Айшем.
В феврале 2020 года было объявлено, что премьера фильма состоится 19 марта 2021 года. Позже релиз отложили на неопределённое время, а потом назначили на 22 апреля 2022 года. Мировая премьера состоялась 12 марта 2022 года на кинофестивале South by Southwest. 22 апреля картина вышла в театральный прокат в США. Днём раньше она должна была выйти в России, но прокат был отменён в знак протеста против вторжения России на Украину.
«Невыносимая тяжесть» заработала в прокате 29,1 млн долларов США. На сайте-агрегаторе рецензий Rotten Tomatoes она получила рейтинг 87 % со средней оценкой 7,3 из 10. Критики с этого ресурса признали фильм «умным, забавным и безумно креативным», отметив игру Кейджа и Паскаля. На сайте Metacritic картина получила 68 баллов из 100, что указывает на «в целом благоприятные» отзывы. Зрители, опрошенные CinemaScore, оценили её на «В+» по шкале от А+ до F.
Рецензент «Фильм.ру» счёл, что фильму «не хватает масштаба, размаха и изобретательности»: по его мнению, вместо «безумного боевика», которого можно было ожидать, получился всего лишь фильм для семейной аудитории. Обозревателя «Лента.ру» «Невыносимая тяжесть» тоже разочаровала: по его словам, это «нормальный, не очень дорогой комедийный боевик», хотя первая половина фильма благодаря игре Кейджа выглядит как «киноманский праздник».

## Награды и номинации
- 2022 — номинация на премию «Сатурн» за лучший фэнтезийный фильм.
- 2022 — номинация на приз зрительских симпатий кинофестиваля South by Southwest.
- 2023 — номинация на премию «Выбор критиков» за лучшую комедию.